# Otto Ernst Taube
Otto Ernst Taube, född 1682, död 5 februari 1732 i Kangasala socken, var en svensk militär. Han var far till Johan Reinhold Taube.
Otto Ernst Taube var son till ryttmästaren Claes Johan Taube och Helena von Zoege samt bror till Herman Reinhold Taube. Han blev volontär vid garnisonsregementet i Narva 1696, underofficer där 1697, fänrik 1701, löjtnant 1703 och kapten vid Gyllenströms finska infanteribataljon 1709. Taube blev major vid Åbo läns regemente 1717, överstelöjtnant där 1718 och fungerade under året som tillförordnad regementschef. Han blev 1722 överstelöjtnant vid Björneborgs regemente.